# Lago Elizalde
El lago Elizalde es un cuerpo de agua superficial perteneciente a la cuenca del río Aysén y está ubicado unos 30 km al suroeste de Coyhaique en la región de Aysén.

## Ubicación y descripción
Tiene una superficie de 30 km²: 39  en una zona donde crecen los bosques de coigües y lengas, Junto al lago Azul, el lago Caro, el lago Paloma y el lago Desierto desagua hacia el poniente.
Es de origen glacial y las montañas que lo rodean alcanzan una altitud de 1000 a 1500 metros, pero entre ellas el cerro Iglesias llega hasta los 1835 m. Su profundidad máxima es de 203 m y la media es de 108 m: 2 

## Hidrografía
Según el mapa del IGM, recibe las aguas del lago Atravesado por el norte y tiene como emisario al río Desagüe, que las lleva hasta el lago Caro que desagua en el río Blanco (Oeste).

## Historia
Luis Risopatrón lo describe en su Diccionario Jeográfico de Chile (1924):: 312 
Elizalde (Lago). Estenso, se encuentra en la cordillera de Los Andes a 240 m de altitud i es tributario del río Blanco del Aisen.

## Población, economía y ecología

### Estado trófico
La eutrofización es el envejecimiento natural de cuerpos lacustres (lagos, lagunas, embalses, pantanos, humedales, etc.) como resultado de la acumulación gradual de nutrientes, un incremento de la productividad biológica y la acumulación paulatina de sedimentos provenientes de su cuenca de drenaje.: 4  Su avance es dependiente del flujo de nutrientes, de las dimensiones y forma del cuerpo lacustre y del tiempo de permanencia del agua en el mismo.: 24  En estado natural la eutrofización es lenta (a escala de milenios), pero por causas relacionadas con el mal uso del suelo, el incremento de la erosión y por la descarga de aguas servidas domésticas entre otras, puede verse acelerado a escala temporal de décadas o menos.: 4  Los elementos más característicos del estado trófico son fósforo, nitrógeno, DBO5 y clorofila y la propiedad turbiedad. Una medición objetiva y frecuente de estos es necesaria para la aplicación de políticas de protección del medio ambiente. 
La clasificación trófica nombra la concentración de esos objetos bajo observación (de menor a mayor concentración): ultraoligotrófico, oligotrófico, mesotrófico, eutrófico, hipereutrófico. Ese es el estado trófico del elemento en el cuerpo de agua. Los estados hipereutrófico y eutrófico son estados no deseados en el ecosistema, debido a que los bienes y servicios que nos brinda el agua (bebida, recreación, entre otros) son más compatibles con lagos de características ultraoligotróficas, oligotróficas o mesotróficas.: 14 
Según un informe de la Dirección General de Aguas de 2018, la evaluación actual del estado trófico del lago Elizalde presenta una condición oligotrófica o ultraoligotrófica.: 163 

## Turismo
SERNATUR lo describe como:: 16 
Es uno de los lagos mas conocidos de la región, posee instalaciones de camping, picnic y una hostería. La pesca deportiva es una de las principales actividades turísticas, tiene un embarcadero y botadero de lanchas. Este lago tiene forma alargada de aprox. 25 km. y un promedio de 2 km. de ancho, está rodeado por montañas las que le confiere un marco atractivo desde el punto de vista paisajístico. Actualmente es uno de los lagos más importantes para la práctica de la pesca recreativa.